# 新加坡内政部
新加坡內政部（英語：Ministry of Home Affairs），缩写为MHA，是新加坡政府的一个下辖部門。它主要負責公共安全、民事防護及出入境事務。

## 历史
内政部成立于1959年，当时新加坡取得了自治权。该机构曾经位于皇后坊大厦，于2001年8月18日搬迁到新凤凰园。

## 法定机构
- 赌场管制局
- 内政群英学院
- 新加坡警察部隊
- 移民与关卡局
- 新加坡監獄署
- 新加坡內部安全局
- 新加坡民防部隊
- 中央肅毒局 (新加坡)